# Zone di protezione speciale delle Marche
Le zone di protezione speciale delle Marche, individuate in base alla Direttiva Uccelli (Direttiva 2009/147/CE) e appartenenti alla rete Natura 2000, sono 27 e comprendono circa 126 950 ettari di superficie terrestre (pari al 13,51% del territorio regionale) e 1 197 ettari di superficie marina.

## Zone di protezione speciale
| Definizione dell’area                                         | Immagine | Codice Natura 2000 | Note | Sup.  | Coordinate              |
| ------------------------------------------------------------- | -------- | ------------------ | ---- | ----- | ----------------------- |
| Bocca Serriola (area protetta)                                |          | IT5310011          |      | 1273  | 43.5375°N 12.3444°E     |
| Serre del Burano                                              |          | IT5310018          |      | 3720  | 43.5139°N 12.5167°E     |
| Fiume Metauro da Piano di Zucca alla foce                     |          | IT5310022          |      | 771   | 43.7903°N 13.0244°E     |
| Colle San Bartolo e litorale pesarese                         |          | IT5310024          |      | 4031  | 43.924415°N 12.876505°E |
| Calanchi e praterie aride della media Valle del Foglia        |          | IT5310025          |      | 10162 | 43.795663°N 12.582786°E |
| Monte Carpegna e Sasso Simone e Simoncello                    |          | IT5310026          |      | 5590  | 43.778213°N 12.342878°E |
| Mombaroccio e Beato Sante                                     |          | IT5310027          |      | 2810  | 43.755406°N 12.825601°E |
| Tavernelle sul Metauro                                        |          | IT5310028          |      | 1481  | 43.722839°N 12.887628°E |
| Furlo (area protetta)                                         |          | IT5310029          |      | 4945  | 43.636418°N 12.750428°E |
| Monte Nerone e Monti di Montiego                              |          | IT5310030          |      | 9233  | 43.564231°N 12.556152°E |
| Monte Catria, Monte Acuto e Monte della Strega                |          | IT5310031          |      | 8844  | 43.4827°N 12.7044°E     |
| Fiume Esino in località Ripa Bianca                           |          | IT5320009          |      | 406   | 43.5319°N 13.2939°E     |
| Monte Conero (area protetta)                                  |          | IT5320015          |      | 1980  | 43.528208°N 13.577461°E |
| Valle Scappuccia                                              |          | IT5320016          |      | 1028  | 43.444433°N 12.925984°E |
| Gola della Rossa e di Frasassi                                |          | IT5320017          |      | 2640  | 43.393244°N 12.97662°E  |
| Monte Cucco e Monte Columeo                                   |          | IT5320018          |      | 1301  | 43.368344°N 12.775031°E |
| Valle Rapegna e Monte Cardosa                                 |          | IT5330008          |      | 2341  | 42.8797°N 13.1339°E     |
| Monte San Vicino e Monte Canfaito                             |          | IT5330025          |      | 4719  | 43.320207°N 13.059872°E |
| Monte Giuoco del Pallone                                      |          | IT5330026          |      | 4522  | 43.242782°N 12.897259°E |
| Gola di Sant'Eustachio, Monte d'Aria e Monte Letegge          |          | IT5330027          |      | 2936  | 43.163252°N 13.148734°E |
| Valle Scurosa, Piano di Montelago e Gola di Pioraco           |          | IT5330028          |      | 5704  | 43.117272°N 12.938154°E |
| Dalla Gola del Fiastrone al Monte Vettore                     |          | IT5330029          |      | 26611 | 42.862102°N 13.217605°E |
| Valnerina, Montagna di Torricchio, Monte Fema e Monte Cavallo |          | IT5330030          |      | 8497  | 42.951998°N 13.017617°E |
| Litorale di Porto d'Ascoli                                    |          | IT5340001          |      | 213   | 42.901°N 13.912°E       |
| Montagna dei Fiori (area protetta)                            |          | IT5340004          |      | 606   | 42.814722°N 13.586111°E |
| Monte Oialona - Colle Propezzano                              |          | IT5340016          |      | 969   | 42.862778°N 13.327778°E |
| Monte dell'Ascensione (area protetta)                         |          | IT5340021          |      | 1463  | 42.927129°N 13.572683°E |